# 下北SUNDAYS
《下北SUNDAYS》（下北サンデーズ）是日本作家石田衣良的小說，其改編而成的電視劇版在2006年7月13日開始在朝日電視台播放。

## 故事
故事以東京都的下北澤為舞台。主角里中結香（里中ゆいか）為了升讀大學，從山梨縣前來東京。在出席入學說明會期間，突然有一團人出其不意地衝上講台，並展示其劇團「下北SUNDAYS」的網址進行宣傳，打破了會場生硬的氣氛。這令結香想起在幼小時，由於雙親忙於旅館的工作無暇照顧她，使她感到寂寞，並忘記了在人前展露笑容。這引起她去觀看該劇團演出的興趣，最後更立志加入該劇團。之後，結香開始了她在下北澤的演藝生涯。

## 演員名單
- 里中結香（里中ゆいか）：上戶彩
- 芥川翼（あくたがわ翼）：佐佐木藏之介
- 伊達千惠美（伊達千恵美）：佐田真由美
- Candy吉田（キャンディ吉田）：大島美幸（森三中）
- 寺島玲子：松永京子
- 八神純一：石垣佑磨
- 桑搏現（サンボ現）：竹山隆範（カンニング）
- 田所雙葉（田所双葉）：高部愛
- 江本亞希子（江本亜希子）：山口紗彌加
- 下馬伸明：古田新太
- 代澤二朗（代沢二朗）：藤井郁彌
- 里中富美男：北村總一朗
- 佐藤新：藤谷太輔（小傑尼斯）
- 喬大杉（ジョー大杉）：金兒憲史

## 製作人員
- 原作：石田衣良「下北サンデーズ」（幻冬舎刊）
- 劇本：河原雅彦 等
- 音樂：屋敷豪太
- 監製：桑田潔（朝日電視台）、市山竜次（Office Crescendo）
- 導演：堤幸彦 等
- 制作：朝日電視台、Office Crescendo

## 主題曲
藤井郁彌《下北以上　原宿未滿》

### 播放日期、副題及收視率
| 各集   | 播放日        | 副題                                | 收視率 |
| ------ | ------------- | ----------------------------------- | ------ |
| 第1集  | 2006年7月13日 | 今夜旗揚げ!ビンボー小劇団           | 11.4%  |
| 第2集  | 2006年7月20日 | 今夜開幕!ビンボー恋愛白書           | 8.1%   |
| 第3集  | 2006年7月27日 | 女優対決!あんたに主役は渡さない!!   | 6.3%   |
| 第4集  | 2006年8月3日  | 母親をダマせ!?涙と失神のニセ舞台    | 7.5%   |
| 第5集  | 2006年8月10日 | ブルマで勝負!芸能界の洗礼           | 6.9%   |
| 第6集  | 2006年8月17日 | 劇団買収!?狙われたヒロイン          | 7.2%   |
| 第7集  | 2006年8月25日 | 芸能プロ争奪戦!消えたメンバーの悲劇 | 5.8%   |
| 第8集  | 2006年8月31日 | サルたちのシモキタザワ              | 6.4%   |
| 最終回 | 2006年9月7日  | さよならサンデーズ                  | 6.3%   |

（收視率為日本關東地區的收視率及由Video Research社調查）

## 作品的變遷
| 朝日電視台 週四晚間9點              | 朝日電視台 週四晚間9點                | 朝日電視台 週四晚間9點 |
| ----------------------------------- | ------------------------------------- | ---------------------- |
|                                     | 下北SUNDAYS （2006.7.13 - 2006.9.7）  |                        |
| 7人女律師 （2006.4.13 - 2006.6.19） | 愛上無賴男 （2006.10.12 - 2006.12.7） |                        |

## 外部連結
- 官方網站